# 我らがジョージア 自由民主主義者
自由民主主義者（じゆうみんしゅしゅぎしゃ、グルジア語: თავისუფალი დემოკრატები、グルジア語ラテン翻字: Tavisupali Demokratebi）はジョージアの政党。イラクリ・アラサニアを党首として、2009年7月16日に創設された。ミヘイル・サアカシュヴィリ率いる統一国民運動が主導する議会では野党の地位にあった。 
2012年の選挙において、統一国民運動に勝利した野党連合ジョージアの夢の一角を占めたが、2014年11月5日に連立政権を離脱した。
自由民主主義者は、議会の権限が強く、司法権の独立が保障され、地方政府に多くの権限を移譲した形での大統領共和制を支持している。
経済政策においては、競争的な自由市場を目標とし、持続可能な経済成長、貧困層の縮小、雇用創生、雇用のセーフティネット創設を掲げている。これらの目標を達成するために、健全な競争を促進するための私的所有権、財産権、プライバシー、個人の自発性を強化するべきだとしている。
外交政策は、欧州や欧州大西洋の共同体と完全に融合し、これらの地域の国と良好な近隣関係を構築、深化させ、国防力を向上、増強させるべきだと考えている。

## 脚註
1. ↑  Georgian Opposition Leader Alasania Forms New PartyRadio Free Europa
2. ↑  Georgian Party Leaves Coalition Government as Row Deepensブルームバーグ